# 湛卢
湛卢或湛瀘是春秋時期鑄劍名將歐冶子所鑄名劍之一，曾被越王允常与另两把宝剑勝邪、魚腸一起獻給吳王僚。

## 历史记载
漢袁康《越絕書·卷十一·外傳記寶劍》称：「歐冶乃因天之精神，悉其伎巧，造為大刑三，小刑二：一曰湛盧，二曰純鈞，三曰勝邪，四曰魚腸，五曰巨闕。」
從元代湛瀘書院山長楊纓帶神話色彩的描繪可以看出湛瀘之劍的名聲何其顯赫：“歐冶子挾其精術，徑往湛瀘山中，於其麓之尤勝且絕者，設爐焉。取錫於赤謹之山，致銅於若耶之溪，雨師灑掃，雷公擊劈，蛟龍捧爐，天帝裝炭，蓋三年於此而劍成。劍之成也，精光貫天，日月鬥耀，星斗避怒，鬼神悲號，越王神之。
明代馮夢龍所著的《東周列國志》中說：湛瀘劍“乃五金之英，太陽之精，出之有神，服之則威”。
《東周列國志》记载：湛瀘寶劍鑄成，越王視之為國寶。越國被吳國攻滅，吳王闔閭獲此劍。但有一天此劍忽然不見了！而某日在楚昭王的枕邊突然發現這把寒光閃閃的寶劍。相劍者入宮解謎道：此乃吳中劍師歐冶子“湛瀘”寶劍，吳王無道，殺王僚自立，又坑殺萬人以殉其女，吳人悲怨，豈能得此劍？比劍所在之國，其國祚必綿遠昌熾。楚昭王大悅：“此乃天降瑞兆也！”

## 文学作品
唐杜甫《將適江陵漂泊有詩》：「朝士兼戎服，君王按湛盧。」
宋樂雷發《烏烏歌》：「我當贈君以湛盧青萍之劍，君當報我以太乙白鵲之旗。」
《说岳全传》中湛卢是岳飞的佩剑。
《三俠五義》（《七俠五義》）中的湛盧劍原為月華小姐所有，丁家幫月華小姐與南俠展昭訂親時，曾互換名劍作為定禮。